# Porroglossum
Porroglossum – rodzaj roślin z rodziny storczykowatych (Orchidaceae). Obejmuje 55 gatunków wystęujących w Ameryce Południowej w Boliwii, Kolumbii, Ekwadorze, Peru, Wenezueli.

## Systematyka
Rodzaj sklasyfikowany do podplemienia Pleurothallidinae w plemieniu Epidendreae, podrodzina epidendronowe (Epidendroideae), rodzina storczykowate (Orchidaceae), rząd szparagowce (Asparagales) w obrębie roślin jednoliściennych.
Wykaz gatunków
- Porroglossum acrobat Luer & Sijm
- Porroglossum actrix Luer & R.Escobar
- Porroglossum adrianae Luer & Sijm
- Porroglossum agile Luer
- Porroglossum amethystinum (Rchb.f.) Garay
- Porroglossum andreettae Luer
- Porroglossum apoloae Luer & Sijm
- Porroglossum aureum Luer
- Porroglossum condylosepalum H.R.Sweet
- Porroglossum dactylum Luer
- Porroglossum dalstroemii Luer
- Porroglossum dejonghei Luer & Sijm
- Porroglossum dreisei Luer & Andreetta
- Porroglossum echidna (Rchb.f.) Garay
- Porroglossum ecuagenerense Luer & Hirtz
- Porroglossum eduardi (Rchb.f.) H.R.Sweet
- Porroglossum gerritsenianum Luer & R.Parsons
- Porroglossum hirtzii Luer
- Porroglossum hoeijeri Luer
- Porroglossum hystrix Luer
- Porroglossum jesupiae Luer
- Porroglossum josei Luer
- Porroglossum lorenae Luer
- Porroglossum lycinum Luer
- Porroglossum marcojimeneziorum Baquero & Fierro-Minda
- Porroglossum marniae Luer
- Porroglossum medinae Kolan. & Szlach.
- Porroglossum meridionale P.Ortiz
- Porroglossum merinoi Pupulin & A.Doucette
- Porroglossum miguelangelii G.Merino, A.Doucette & Pupulin
- Porroglossum mordax (Rchb.f.) H.R.Sweet
- Porroglossum muscosum (Rchb.f.) Schltr.
- Porroglossum myosurotum Luer & Hirtz
- Porroglossum nutibara Luer & R.Escobar
- Porroglossum olivaceum H.R.Sweet
- Porroglossum oversteegenianum Luer & Sijm
- Porroglossum panguiensis J.McDaniel, J.Portilla & G.Merino
- Porroglossum parsonsii Luer
- Porroglossum peruvianum H.R.Sweet
- Porroglossum porphyreum G.Merino, A.Doucette & Pupulin
- Porroglossum portillae Luer & Andreetta
- Porroglossum procul Luer & R.Vásquez
- Porroglossum raoorum Baquero & Iturralde
- Porroglossum rodrigoi H.R.Sweet
- Porroglossum schramii Luer
- Porroglossum sergii P.Ortiz
- Porroglossum sijmii Luer
- Porroglossum sororcula Luer & Sijm
- Porroglossum taylorianum Luer
- Porroglossum teaguei Luer
- Porroglossum teretilabia Luer & Teague
- Porroglossum tokachii Luer
- Porroglossum tripollex Luer
- Porroglossum uxorium Luer
- Porroglossum zelenkoi Luer & Sijm